# American Horror Stories
American Horror Stories ist eine US-amerikanische Horror-Anthologieserie, die ein Ableger der Serie American Horror Story ist, und wie die Mutterserie auf einer Idee von Ryan Murphy und Brad Falchuk basiert. Die Premiere der Serie fand am 15. Juli 2021 auf FX on Hulu statt, einem Bereich innerhalb des US-amerikanischen Streamingdienstes Hulu. Im deutschsprachigen Raum erfolgte die Erstveröffentlichung der Serie am 8. September 2021 durch Disney+ via Star als Original.
Im August 2021 wurde die Serie um eine zweite Staffel verlängert.
Die dritte Staffel wurde zweigeteilt und jeweils am 26. Oktober 2023 sowie am 15. Oktober 2024 in den USA veröffentlicht. In Deutschland erfolgte die Veröffentlichung jeweils am 6. Dezember 2023 sowie am 27. November 2024.

## Inhalt
Als Anthologieserie zeigt sie verschiedene voneinander unabhängige und abgeschlossene Horrorgeschichten mit einer wechselnden Besetzung. Jede Geschichte erhält einen eigenen Vorspann im Stil der Mutterserie American Horror Story.

### Verknüpfungen
Die erste Staffel begann mit einer Doppelfolge Rubber(wo)Man; diese und die letzte der Staffel, Game Over bauen aufeinander auf und knüpfen an die erste Staffel der Mutterserie, Murder House, an.
Die erste Episode der zweiten Staffel, Dollhouse, bildet die Vorgeschichte einer Figur aus der Staffel Coven.

## Besetzung und Synchronisation

### Staffel 1
Die deutschsprachige Synchronisation entsteht nach den Dialogbüchern von Christian Kähler sowie unter der Dialogregie von Karlo Hackenberger und Timmo Niesner durch die Synchronfirma Arena Synchron in Berlin.
Folge 1 & 2
| Rolle             | Schauspieler         | Synchronsprecher    |
| ----------------- | -------------------- | ------------------- |
| Scarlett          | Sierra McCormick     | Sophie Lechtenbrink |
| Michael           | Matthew Bomer        | Simon Jäger         |
| Troy              | Gavin Creel          | Johannes Raspe      |
| Maya              | Paris Jackson        | Felicitas Bauer     |
| Ruby              | Kaia Gerber          | Soraya Richter      |
| Shanti            | Belissa Escobedo     | Özge Kayalar        |
| Dr. Andi Grant    | Merrin Dungey        | Victoria Sturm      |
| Adam              | Aaron Tveit          | Julien Haggège      |
| Nicole            | Valerie Loo          | Laura Elßel         |
| Erin              | Selena Sloan         | Emily Gilbert       |
| Gladys MH         | Celia Finkelstein    | Britta Steffenhagen |
| Rowena            | Ashley Martin Carter | Samina König        |
| Martin            | Abraham Luna         | Florens Schmidt     |
| William           | Harrison Xu          | Till Flechtner      |
| Detective Juarez  | Cynthia Quiles       | Laurine Betz        |
| Detective Chapman | Leith M. Burke       | Peter Sura          |

Folge 3
| Rolle           | Schauspieler         | Synchronsprecher  |
| --------------- | -------------------- | ----------------- |
| Chad            | Rhenzy Feliz         | Oscar Räuker      |
| Kelley          | Madison Bailey       | Marie Hinze       |
| Larry Bitterman | John Carroll Lynch   | Detlef Bierstedt  |
| Milo            | Leonardo Cecchi      | Patrick Baehr     |
| Quinn           | Kyle Red Silverstein |                   |
| Dee             | Miss Benny           | Christian Zeiger  |
| Tipper Gore     | Amy Grabow           | Antje von der Ahe |
| Verna           | Adrienne Barbeau     | Marianne Groß     |
| Tillis          | Brandon Papo         |                   |
| Rabid Ruth      | Naomi Grossman       |                   |

Folge 4
| Rolle           | Schauspieler     | Synchronsprecher |
| --------------- | ---------------- | ---------------- |
| Wyatt           | Charles Melton   | Manuel Straube   |
| Zinn            | Nico Greetham    | Ricardo Richter  |
| Michael         | Dyllón Burnside  | Amadeus Strobl   |
| Barry           | Kevin McHale     | Dirk Stollberg   |
| Santa           | Danny Trejo      | Axel Lutter      |
| Detective Gibbs | Taneka Johnson   | Almut Zydra      |
| D.J.            | Rowland Akinduro |                  |

Folge 5
| Rolle              | Schauspieler             | Synchronsprecher |
| ------------------ | ------------------------ | ---------------- |
| Liv Whitley        | Billie Lourd             | Lara Trautmann   |
| Matt Webb          | Ronen Rubinstein         | Max Felder       |
| Bernadette         | Virginia Gardner         |                  |
| Dr. Eleanor Berger | Vanessa Estelle Williams | Maud Ackermann   |
| Dr. Mounds         | Michael B. Silver        | Oliver Siebeck   |
| Emma               | Kimberley Drummond       | Viola Müller     |
| Rory               | Chad James Buchanan      |                  |
| Stan               | Jake Choi                | Tobias Diakow    |
| Norma              | Misha Gonz-Cirkl         |                  |

Folge 6
| Rolle       | Schauspieler   | Synchronsprecher  |
| ----------- | -------------- | ----------------- |
| Stan Vogel  | Cody Fern      | Jeremias Koschorz |
| Jay Gantz   | Aaron Tveit    | Julien Haggège    |
| Addy Gantz  | Tiffany Dupont | Magdalena Turba   |
| Bob Birch   | Blake Shields  | Robert Glatzeder  |
| Jacob Gantz | Colin Tandberg |                   |

Folge 7
| Rolle               | Schauspieler         | Synchronsprecher    |
| ------------------- | -------------------- | ------------------- |
| Connie              | Noah Cyrus           |                     |
| Dylan               | Adam Hagenbuch       | Tim Schwarzmaier    |
| Michelle            | Mercedes Mason       | Nurcan Özdemir      |
| Rory                | Nicolas Bechtel      |                     |
| Scarlett            | Sierra McCormick     | Sophie Lechtenbrink |
| Dr. Ben Harmon MH   | Dylan McDermott      | Peter Flechtner     |
| Ruby                | Kaia Gerber          | Soraya Richter      |
| Adelaide Langdon MH | Jamie Brewer         | Marie-Luise Schramm |
| Maya                | Paris Jackson        | Felicitas Bauer     |
| Infantata MH        | Shane Carpenter      |                     |
| Gladys MH           | Celia Finkelstein    |                     |
| Tim, der Agent      | Tom Lenk             | Fabian Hollwitz     |
| Dr. Andi Grant      | Merrin Dungey        | Victoria Sturm      |
| Nicole              | Valerie Loo          | Laura Elßel         |
| Erin                | Selena Sloan         | Emily Gilbert       |
| Rowena              | Ashley Martin Carter | Samina König        |

### Staffel 2
In der zweiten Staffel ist für Dialogbuch und -regie Gabrielle Pietermann verantwortlich.
Folge 1
| Rolle                     | Schauspieler          | Synchronsprecher     |
| ------------------------- | --------------------- | -------------------- |
| Mr. Van Wirt              | Denis O’Hare          | Axel Malzacher       |
| Coby Dellum               | Kristine Froseth      | Lina Rabea Mohr      |
| Otis/Spaulding Coven      | Houston Jax Towe      | Mika Hinz            |
| Aurelia                   | Abby Corrigan         | Gabrielle Pietermann |
| Harlene                   | Simone Recasner       | Josephine Schmidt    |
| Faye                      | Maryssa Menendez      | Betty Förster        |
| Bonnie                    | Emily Morales-Cabrera | Anne-Catrin Märzke   |
| Eustace                   | Matt Lasky            |                      |
| Anna Leigh Leighton Coven | Caitlin Dulany        | Svantje Wascher      |
| Myrtle Snow Coven         | Ellen Grace Pomeroy   | Lena Sabine Berg     |

Folge 2
| Rolle              | Schauspieler          | Synchronsprecher |
| ------------------ | --------------------- | ---------------- |
| Jaslyn Taylor      | Gabourey Sidibe       |                  |
| Bryce              | Max Greenfield        | Robin Kahnmeyer  |
| Dayle Hendricks    | Joel Swetow           |                  |
| Mary Jeane Burkett | Lily Rohren           | Franciska Friede |
| Hwan               | Vince Yap             | Armin Schlagwein |
| Dayles Schwester   | Nancy Linehan Charles |                  |

Folge 3
| Rolle         | Schauspieler        | Synchronsprecher |
| ------------- | ------------------- | ---------------- |
| Marci         | Bella Thorne        | Lara Trautmann   |
| Paul Winowski | Nico Greetham       | Ricardo Richter  |
| Chaz          | Anthony de la Torre | Fabian Heinrich  |
| Piper         | Billie Bodega       | Lea Kalbhenn     |
| Wyatt         | Austin Woods        | David Brizzi     |

Folge 4
| Rolle         | Schauspieler     | Synchronsprecher       |
| ------------- | ---------------- | ---------------------- |
| Thomas Browne | Cody Fern        | Jeremias Koschorz      |
| Celeste       | Julia Schlaepfer | Maria Koschny          |
| Pastor Walter | Seth Gabel       | Timmo Niesner          |
| Delilah       | Addison Timlin   | Katharina Schwarzmaier |
| Edward Browne | Ian Sharkey      |                        |

Folge 5
| Rolle       | Schauspieler      | Synchronsprecher    |
| ----------- | ----------------- | ------------------- |
| Bloody Mary | Dominique Jackson | Martina Treger      |
| Bianca      | Quvenzhané Wallis | Sophie Lechtenbrink |
| Elise       | Raven Scott       | Marie Hinze         |
| Maggie      | Kyla Drew         | Yamuna Kemmerling   |
| Lena        | Kyanna Simone     | Birte Baumgardt     |

Folge 6
| Rolle          | Schauspieler   | Synchronsprecher |
| -------------- | -------------- | ---------------- |
| Virginia       | Judith Light   | Angelika Bender  |
| Dr. Enid Perle | Rebecca Dayan  | Susanne Geier    |
| Fay            | Britt Lower    |                  |
| Bernie         | Todd Waring    |                  |
| Cassie         | Cornelia Guest |                  |

Folge 7
| Rolle            | Schauspieler          | Synchronsprecher |
| ---------------- | --------------------- | ---------------- |
| Sam              | Madison Iseman        |                  |
| Charlie          | Cameron Cowperthwaite | Konrad Bösherz   |
| Jesse            | Spencer Neville       | Florian Clyde    |
| Henderson        | Jeff Doucette         |                  |
| Sams Freundinnen | Sara Silva            |                  |
| Sams Freundinnen | Jessika Van           | Josefin Hagen    |
| Sams Freundinnen | Chelsea M. Davis      |                  |

Folge 8
| Rolle           | Schauspieler       | Synchronsprecher   |
| --------------- | ------------------ | ------------------ |
| Erin            | Alicia Silverstone | Ulrike Stürzbecher |
| Finn            | Olivia Rouyre      | Julie Bonas        |
| Jeffrey         | Teddy Sears        | Oliver Feld        |
| Jake            | Bobby Hogan        | Sascha Werginz     |
| Millie Boone    | Heather Wynters    | Luise Lunow        |
| Sheriff Maldack | Jarrod Crawford    | Peter Sura         |

## Episodenliste

### Staffel 1
| Nr. (ges.) | Nr. (St.) | Deutscher Titel           | Originaltitel          | Erstveröffentlichung (FX on Hulu) | Deutschsprachige Erstveröffentlichung (Disney+) | Regie           | Drehbuch                   |
| ---------- | --------- | ------------------------- | ---------------------- | --------------------------------- | ----------------------------------------------- | --------------- | -------------------------- |
| 1          | 1         | Rubber(wo)Man             | Rubber(wo)Man Part One | 15. Juli 2021                     | 8. Sep. 2021                                    | Loni Peristere  | Ryan Murphy & Brad Falchuk |
| 2          | 2         | Rubber(wo)Man – Teil zwei | Rubber(wo)Man Part Two | 15. Juli 2021                     | 15. Sep. 2021                                   | Loni Peristere  | Brad Falchuk               |
| 3          | 3         | Drive-in                  | Drive In               | 22. Juli 2021                     | 22. Sep. 2021                                   | Eduardo Sánchez | Manny Coto                 |
| 4          | 4         | Wer war unartig?          | The Naughty List       | 29. Juli 2021                     | 29. Sep. 2021                                   | Max Winkler     | Manny Coto                 |
| 5          | 5         | BA’AL                     | BA’AL                  | 5. Aug. 2021                      | 6. Okt. 2021                                    | Sanaa Hamri     | Allison Adler & Manny Coto |
| 6          | 6         | Wild                      | Feral                  | 12. Aug. 2021                     | 13. Okt. 2021                                   | Manny Coto      | Manny Coto                 |
| 7          | 7         | Game Over                 | Game Over              | 19. Aug. 2021                     | 20. Okt. 2021                                   | Liz Friedlander | Ryan Murphy & Brad Falchuk |

### Staffel 2
| Nr. (ges.) | Nr. (St.) | Deutscher Titel | Originaltitel | Erstveröffentlichung (FX on Hulu) | Deutschsprachige Erstveröffentlichung (Disney+) | Regie                  | Drehbuch         |
| ---------- | --------- | --------------- | ------------- | --------------------------------- | ----------------------------------------------- | ---------------------- | ---------------- |
| 8          | 1         | Puppenhaus      | Dollhouse     | 21. Juli 2022                     | 12. Okt. 2022                                   | Loni Peristere         | Manny Coto       |
| 9          | 2         | Aura            | Aura          | 28. Juli 2022                     | 19. Okt. 2022                                   | Max Winkler            | Manny Coto       |
| 10         | 3         | Lichthupe       | Drive         | 4. Aug. 2022                      | 26. Okt. 2022                                   | Yangzom Brauen         | Manny Coto       |
| 11         | 4         | Milchmädchen    | Milkmaids     | 11. Aug. 2022                     | 2. Nov. 2022                                    | Alonso Alvarez-Barreda | Our Lady J       |
| 12         | 5         | Bloody Mary     | Bloody Mary   | 18. Aug. 2022                     | 9. Nov. 2022                                    | SJ Main Muñoz          | Angela L. Harvey |
| 13         | 6         | Facelift        | Facelift      | 25. Aug. 2022                     | 16. Nov. 2022                                   | Marcus Stokes          | Manny Coto       |
| 14         | 7         | Nekro           | Necro         | 1. Sep. 2022                      | 23. Nov. 2022                                   | Logan Kibens           | Crystal Liu      |
| 15         | 8         | See             | Lake          | 8. Sep. 2022                      | 30. Nov. 2022                                   | Tessa Blake            | Manny Coto       |

### Staffel 3
| Nr. (ges.) | Nr. (St.) | Deutscher Titel         | Originaltitel           | Erstveröffentlichung (FX on Hulu) | Deutschsprachige Erstveröffentlichung (Disney+) | Regie                 | Drehbuch                                   |
| ---------- | --------- | ----------------------- | ----------------------- | --------------------------------- | ----------------------------------------------- | --------------------- | ------------------------------------------ |
| Teil 1     |           |                         |                         |                                   |                                                 |                       |                                            |
| 16         | 1         | Bestie                  | Bestie                  | 26. Okt. 2023                     | 6. Dez. 2023                                    | Max Winkler           | Joseph Cole Baken                          |
| 17         | 2         | Daphne                  | Daphne                  | 26. Okt. 2023                     | 6. Dez. 2023                                    | Elegance Bratton      | Brad Falchuk & Manny Coto                  |
| 18         | 3         | Bandwurm                | Tapeworm                | 26. Okt. 2023                     | 6. Dez. 2023                                    | Alexis Martin Woodall | Joseph Cole Baken                          |
| 19         | 4         | Organ                   | Organ                   | 26. Okt. 2023                     | 6. Dez. 2023                                    | Petra Collins         | Manny Coto                                 |
| Teil 2     |           |                         |                         |                                   |                                                 |                       |                                            |
| 20         | 5         | Backrooms               | Backrooms               | 15. Okt. 2024                     | 27. Nov. 2024                                   | David Gelb            | Jon Robin Baitz & Joe Baken                |
| 21         | 6         | Klon                    | Clone                   | 15. Okt. 2024                     | 27. Nov. 2024                                   | Max Winkler           | Ned Martel & Charlie Carver                |
| 22         | 7         | X                       | X                       | 15. Okt. 2024                     | 27. Nov. 2024                                   | Matt Spicer           | Brad Falchuk & Manny Coto & Austin Elliott |
| 23         | 8         | Leprechaun              | Leprechaun              | 15. Okt. 2024                     | 27. Nov. 2024                                   | Alexis Martin Woodall | Joe Baken                                  |
| 24         | 9         | Das Ding unter dem Bett | The Thing Under the Bed | 15. Okt. 2024                     | 27. Nov. 2024                                   | Courtney Hoffman      | Manny Coto                                 |